# Dekanat Pyrzyce
Dekanat Pyrzyce – jeden z dekanatów archidiecezji Szczecińsko-Kamieńskiej.

## Parafie
- Brzesko (pw. Narodzenia NMP)
- Pyrzyce (św. Ottona przy kościele Wniebowzięcia NMP)
- Pyrzyce (pw. MB Bolesnej)
- Stary Przylep (pw. św. Michała Archanioła)

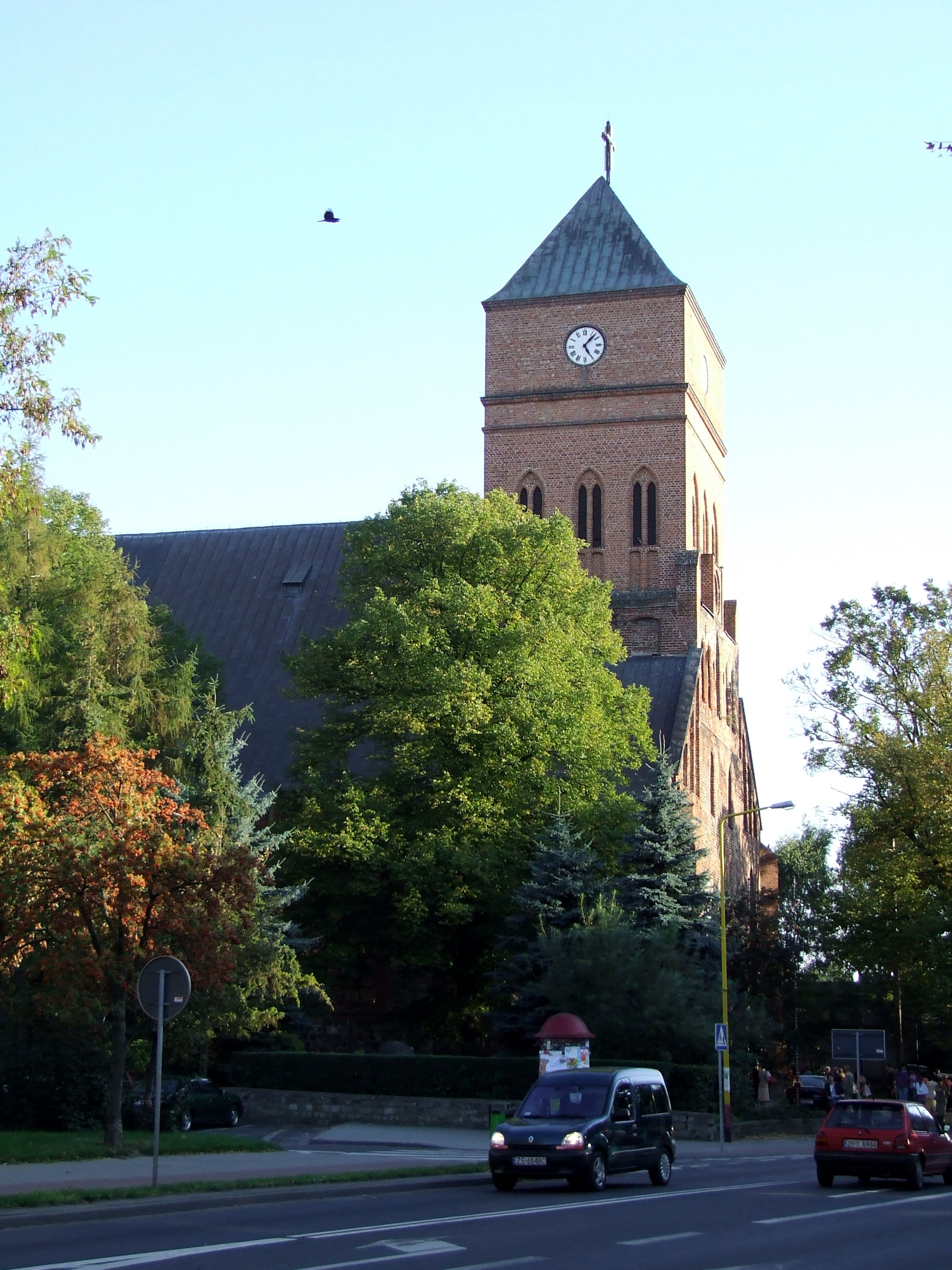
Kościół pw. Wniebowzięcia NMP w Pyrzycach

- Warnice (pw. NMP Matki Kościoła)
- Żuków (pw. św. Trójcy)

## Funkcje w dekanacie
- dziekan: ks. kan. dr Grzegorz  Harasimiak
- wicedziekan: ks. kan. Piotr Sas Ilnicki,
- ojciec duchowny: ks. Eugeniusz Śpiewak SChr